# Peter Bircks
Peter Bircks (* 2. August 1952 in Rennertshofen; † 2. November 2018 in Augsburg) war ein deutscher Betriebswirt und Fußballfunktionär.

## Leben
Bircks wuchs in Rennertshofen auf und wohnte in Thierhaupten. Er begann 1977 sein Engagement als Trainer beim FC Rennertshofen; ab 1979 übernahm er dort für elf Jahre die Leitung der Fußballabteilung.
Im Jahr 1990 wurde Bircks zum Präsidenten des FC Augsburg gewählt. Von 1996 bis 2000 fungierte er als Ehrenrat. Seit dem Jahr 2000 war Bircks Aufsichtsratsvorsitzender des FC Augsburg e. V. Im Jahr 2012 übernahm er zusätzlich das Amt des Geschäftsführers Finanzen bei der FC Augsburg GmbH & Co. KGaA.
Während Bircks’ Amtszeit konnte der FCA zahlreiche sportliche und wirtschaftliche Erfolge verbuchen. Für Aufsehen sorgten seine Aussagen über den Rivalen 1860 München („Wir waren schon Weltstadt, da sind die noch im Bärenfell rumgesprungen da drüben!“) und den Journalisten Robert Götz von der Augsburger Allgemeine im Zusammenhang mit der Debatte über den Ticket-Zweitmarkt-Anbieter Viagogo; dessen Kolumne sei „unsäglich“, „eine bodenlose Frechheit“, „durchsichtig und erbärmlich“.
Peter Bircks war geschäftsführender Gesellschafter des Finanz- und Anlageberatungsunternehmens Secuwert GmbH. Im Jahr 2014 wurde Bircks das Bundesverdienstkreuz für sein langjähriges ehrenamtliches Engagement rund um den Fußball verliehen.
Peter Bircks wurde am 24. Oktober 2018 in Gersthofen als Fußgänger von einem Auto erfasst und schwer verletzt. Er starb am 2. November 2018 im Alter von 66 Jahren im Klinikum Augsburg an den Verletzungsfolgen.